# Coe's Crimson Drop
Coe's Crimson Drop es una variedad cultivar de ciruelo (Prunus domestica), de las denominadas ciruelas europeas.
Una variedad de ciruela que se obtuvo en "Galton Gardens", Reigate, Surrey (Reino Unido) a principios del siglo XX , desporte de 'Coe's Golden Drop'.
Las frutas tienen un tamaño grande a muy grande, color de piel rosa ciclamen no uniforme, dejando ver en parte el fondo amarillo verdoso, punteado muy abundante de tamaño variable, y pulpa de color amarillo ámbar pálido, transparente, textura medio firme, muy jugosa, y sabor dulce, aromático, refrescante, bueno.

## Sinonimia
- "Crimson Drop".

## Historia
'Coe's Crimson Drop' variedad de ciruela cuyo origen es el de desporte de 'Coe's Golden Drop' que se obtuvo en "Galton Gardens", Reigate, Surrey (Reino Unido) a principios del siglo XX . Recibió un "Premio al Mérito" de la RHS en 1901.
'Crimson Drop' está cultivada en diversos bancos de germoplasma de cultivos vivos, tales como en National Fruit Collection (Colección Nacional de Fruta) de Reino Unido con el número de accesión: 1955-144 y Nombre Accesión : Crimson Drop. Fue introducida en el "Probatorio Nacional de Fruta" para evaluar sus características en 1955.
'Coe's Crimson Drop' está cultivada en el Banco de germoplasma de cultivos vivos de la Estación experimental Aula Dei de Zaragoza. Está considerada incluida en las variedades locales autóctonas muy antiguas, cuyo cultivo se centraba en comarcas muy definidas, que se caracterizan por su buena adaptación a sus ecosistemas, y podrían tener interés genético en virtud de su características organolepticas y resistencia a enfermedades, con vista a mejorar a otras variedades.

## Características
'Coe's Crimson Drop' árbol de porte extenso, moderadamente vigoroso, erguido, sus hojas de la planta leñosa son caducas, de color verde, forma elíptica, sin pelos presentes, tienen dientes finos en el margen. Flor blanca, que tiene un tiempo de floración que comienza a partir del 13 de abril con el 10% de floración, para el 17 de abril tiene una floración completa (80%), y para el 29 de abril tiene un 90% de caída de pétalos. Es auto estéril necesita una variedad  polinizadora.
'Coe's Crimson Drop' tiene una talla de tamaño grande a muy grande de forma elíptica o elíptico alargada formando cuello corto pero en general bien marcado, asimétrica con
un lado más desarrollado, superficie deformada frecuentemente por pequeñas protuberancias o verrugas, sutura línea extraordinariamente ancha, irregular, de color amarillo intenso, muy destacada, situada en ligera depresión en toda su longitud, excepto en la parte del cuello donde es superficial, con peso promedio de 51.20 g; epidermis abundantemente recubierta de abundante y fina pruina violácea clara, no se aprecia pubescencia, su piel de color rosa ciclamen no uniforme, dejando ver en parte el fondo amarillo verdoso, punteado muy abundante de tamaño variable, blanquecino o amarillento con aureola poco perceptible carmín sobre la chapa y verdosa sobre el fondo; pedúnculo longitud media, muy grueso con pubescencia difícil de apreciar, con una longitud promedio de 13.61 mm, con la cavidad del pedúnculo sumamente estrecha y poco profunda, poco rebajada en el lado de la sutura y
nada en el lado opuesto; pulpa de color amarillo ámbar pálido, transparente, textura medio firme, muy jugosa, y sabor dulce, aromático, refrescante, bueno.
Hueso semi-libre o adherido a la carne en caras laterales, mediano o grande, elíptico con cuello más o menos apuntado hacia la truncadura, zona ventral bastante acusada, surco dorsal muy ancho con frecuentes dientes u orificios en su borde, surcos laterales con ligero relieve, con ramificaciones en el polo pistilar, caras laterales de superficie semi-lisa con depresiones muy marcadas junto a los surcos laterales.
Su tiempo de recogida de cosecha se inicia en su maduración en la tercera decena de septiembre y principios de octubre.

## Usos
Se usa comúnmente como postre fresco de mesa buena ciruela de postre de fines de verano, también de usos culinarios.

## Cultivo
Es una variedad auto estéril, necesita una variedad de ciruela que la polinice.